# Médaille d'honneur des eaux et forêts
La médaille d’honneur des eaux et forêts est une distinction française créée en 1883 ; elle était appelée à l’origine « Médaille d’honneur forestière ». Elle récompense les personnels forestiers des directions départementales des Territoires, de l'office national des forêts, de l'office national de la chasse et de la faune sauvage et de l'inventaire forestier national.

## Historique
Elle a été créée par décret du 15 mai 1883, la même année que l’ordre du Mérite agricole. C’est donc la plus ancienne des décorations du ministère de l'Agriculture. 
L’arrêté du 25 juin 1884 fixa à 200 le contingent de médailles à attribuer aux préposés en fonction. Le nombre passera à 250 en 1891 (arrêté du 30 juin). Les titulaires, préposés du service domanial, recevaient alors un supplément de traitement de 50 francs.
La loi du 21 janvier 1910 permit la création, au profit des préposés communaux, d’un contingent spécial de 250 médailles donnant droit à une gratification de 50 francs, payable moitié par les communes, moitié par l’État.

## Attribution
Les propositions pour concourir sont établies par la hiérarchie des établissements concernés et sont transmises au ministère chargé des Forêts (actuellement dans le portfolio de l'Agriculture).